# Municipio de Tippecanoe (condado de Carroll)
El municipio de Tippecanoe (en inglés: Tippecanoe Township) es un municipio ubicado en el condado de Carroll en el estado estadounidense de Indiana. En el año 2010 tenía una población de 2341 habitantes y una densidad poblacional de 32,27 personas por km².

## Geografía
El municipio de Tippecanoe se encuentra ubicado en las coordenadas 40°36′45″N 86°43′36″O / 40.61250, -86.72667. Según la Oficina del Censo de los Estados Unidos, el municipio tiene una superficie total de 72.54 km², de la cual 70,48 km² corresponden a tierra firme y (2,84 %) 2,06 km² es agua.

## Demografía
Según el censo de 2010, había 2341 personas residiendo en el municipio de Tippecanoe. La densidad de población era de 32,27 hab./km². De los 2341 habitantes, el municipio de Tippecanoe estaba compuesto por el 98,08 % blancos, el 0,26 % eran afroamericanos, el 0,3 % eran amerindios, el 0,04 % eran asiáticos, el 0,9 % eran de otras razas y el 0,43 % eran de una mezcla de razas. Del total de la población el 1,92 % eran hispanos o latinos de cualquier raza.